# 牧口八幡社
牧口八幡社（まきぐちはちまんしゃ）は、大分県玖珠郡九重町大字栗野に鎮座する神社である。

## 沿革
建保4年（1216年）に大友氏家臣の小野和泉高村が鎌倉の鶴岡八幡宮の分霊を牧口に勧請したのが始まりとされ、その後、洪水で流されたために現在地の田中山に遷座。地頭の麻生上野守氏貞や阿蘇大宮司家の阿蘇惟忠（応永22年（1415年） - 文明17年5月1日（1485年6月13日））によって社殿の修築や造営が行われた。現存する南北朝時代から室町時代にかけての棟札にも、阿蘇神社との関係を示すものがある。

## 祭事
- 秋季例大祭は、毎年10月15日・16日[2]。
- 夏季に行われる夏越祭りでは、カヤで作った大きな輪をくぐって厄を払い無病息災を祈る大祓#茅の輪くぐり（輪こぐり）神事が行われる[4][5]。

## 文化財

### 石鳥居
「万治三年」（1660年）の銘が刻まれた玖珠郡に現存する最古の鳥居である。島木と笠木はひとつの石でできており、その下に平餅状の台輪がある台輪鳥居で、柱には内側に傾斜する「転び」がある。高さ3.18m。
「牧口八幡社石鳥居」として九重町の有形文化財に指定されていたが、平成28年（2016年）4月16日未明に発生した熊本地震の本震で倒壊し、ばらばらになった。しかし、再び地震で倒壊する恐れがあるため一部のみではあるものの、平成29年（2017年）4月には、ばらばらになった石材を接着して鳥居の上部（高さ約0.7m、幅約4m）が復元され、平成28年（2016年）秋に建立された新たな鳥居の横に設置された。

### 樹木
- 社殿の右手に、樹高 約15ｍ、胸高周り 3.69ｍ、枝張り 約10ｍのタブノキの大木がある。樹齢は不明[2]。
- 本殿と小社の間には九重町の天然記念物に指定されたケヤキの大木があったが、平成3年（1991年）の台風第19号で倒れ、直径2m余の切株が残っている[3][2]。